# M/S RG 1
M/S RG 1 var ett RoRo-fartyg som från årsskiftet 2004–2005 fram till 2013 trafikerade färjelinjen Umeå–Vasa. RG 1 ägdes av rederiet RG Line, som i sin tur ägdes av den finske "pizzakungen" Rabbe Grönblom. Fartyget byggdes 1983 som M/S Kahleberg av VEB Mathias Thesen Werft, Wismar, i Östtyskland och trafikerade olika linjer i södra Östersjön, bland andra Trelleborg–Rostock och Karlshamn–Liepaja.
RG 1 (då M/S Kahleberg) blev under 1992 ombyggd vid Warnowwerft GmbH för att utöka passagerarutrymmet.
Under 2013 såldes fartyget till det danska företaget Fornaes Shipbreaking.